# 品田宏夫
品田 宏夫（しなだ ひろお、1957年3月22日 - ）は、日本の政治家。新潟県刈羽村長（7期）。

## 来歴
新潟県出身。1979年 駒澤大学経済学部卒業。1991年から刈羽村議会議員 。村議会議員を3期と村議会議長をつとめる。
2000年12月 刈羽村長に就任、以降連続7期。

## 略歴
- 1979年 3月　駒澤大学 経済学部 卒業
- 1991年 4月　刈羽村議会議員
- 1995年 4月　刈羽村議会議員(2期)
- 1999年 4月　刈羽村議会議員(3期) 議長(2000年6月まで)
- 2000年11月　刈羽村長当選
- 2004年11月　刈羽村長再選
- 2008年11月　刈羽村長3選
- 2012年11月　刈羽村長4選
- 2016年11月　刈羽村長5選
- 2020年11月　刈羽村長6選
- 2024年11月 刈羽村長7選